# Stara Synagoga w Bojanowie
Stara Synagoga w Bojanowie – pierwsza, drewniana synagoga znajdująca się w Bojanowie przy dzisiejszej ulicy Bojanowskiego.
Synagoga została zbudowana w 1793 roku. Spłonęła w 1857 roku. Dwa lata później, w 1859 roku, na jej miejscu wybudowano nową, murowaną synagogę.